# Valdemar Lebel
Valdemar Christian Jørgen Lebel (født 3. maj 1891 i Korsør, død 9. december 1958) var en dansk kunstmaler. 
Han var primært bemærket fra ca.1936 som en af de "nye Nymindegabmalere".. 
Valdemar Lebel var søn af konduktør, senere togfører, Carl Vilhelm Lebel og Juliane Elisabeth Jørgensen. Opvokset på Frederiksberg, hvor han som ung tegnede motiver fra bl.a. Landbohøjskolen, Nørrebro, og kvarteret omkring barndomshjemmet på Hostrupsvej.
Efter præliminæreksamen var han en tid kontorist; dimitterede siden fra Teknisk Skole i København og afsluttede Statens Tegnelærerkursus, inden han i oktober 1911 blev optaget på Kunstakademiet. Deltog i Kunstnernes efterårsudstilling i 1915 og 1916, dimitterede fra Kunstakademiet i maj 1917, samme år som han modtog stipendie (Ronge). Studierejser 1922 til Tyskland og Italien. Udstillede værker på Charlottenborg i 1918, 22-26, 30, 30, 33, 40 og 42.
Gift 7. april 1929 i Hillerød med Gerda Cecilie Ingrid Grige, f. 21. juni 1903 på Frederiksberg, datter af Fabrikant Alfred Grige og Anna Dorothea Jensen; herefter bosat en periode på Snogegårdsvej i Vangede, inden parret i 1930'erne købte hus i Nymindegab. 
Valdemar Lebel malede i en jævn naturalistisk stil med vægt på gengivelsen af den landskabelige stemning mere end på opbygningen af en fast billedvirkning. Hans motiver er bl.a. fra det gamle Vangede, det gamle Brøndbyøster, landskaber i Odsherred og Midtsjælland samt ikke mindst Vestjylland; bl.a. partier fra Varde Å, Skjern Å, Hvide Sande og Nymindegab.
 Der er for få eller ingen kildehenvisninger i denne artikel, hvilket er et problem. Du kan hjælpe ved at angive troværdige kilder til de påstande, som fremføres i artiklen.